# Monier Monier-Williams
Monier Monier-Williams, född den 12 november 1819 i Bombay, död den 11 april 1899 i Cannes, var en brittisk indolog.
Monier-Williams var son till en engelsk militär i Bombay, studerade i London, Oxford och Haileybury, där han 1844–1858 var professor i orientalisk filologi. Innehade år 1860–1899 (efter att ha blivit föredragen framför Friedrich Max Müller) den ordinarie professuren i sanskrit vid universitetet i Oxford (efter Horace Hayman Wilson). Adlad år 1876, ändrade han sitt efternamn från Williams till Monier-Williams år 1887. År 1899 utkom hans magnum opus, A Sanskrit-English Dictionary.
Monier-Williams företog flera resor i Indien och grundlade i Oxford det så kallade Indian institute som en centralpunkt för de studier, som de måste genomgå, vilka skulle tjänstgöra i Indien. Ferdinand Johansson skriver i Nordisk Familjebok: "Utan att vara en vetenskaplig förmåga af första rang, utöfvade W. dock rätt stort inflytande i England på utvecklingen af de indologiska studierna." Han idkade ett omfattande författarskap i praktiskt och populärt intresse.